# Fallaciella gracilis
Fallaciella gracilis är en bladmossart som beskrevs av H. Crum 1991. Fallaciella gracilis ingår i släktet Fallaciella och familjen Lembophyllaceae. Inga underarter finns listade i Catalogue of Life.